# Lonfil Botoșani
Lonfil Botoșani este o companie producătoare de fire de tip special folosite în industria tricotajelor de lux.
A fost înființată în 1999 ca investiție a companiei italiene Faver și și-a început activitatea prin transferul a 120 de salariați ai firmei Firmelbo.
Din grupul Faver mai fac parte companiile Rifil Săvinești, Firmelbo Botoșani, Romalfa Câmpulung Moldovenesc, Novafil Gura Humorului, și Filatura Buzău.
Număr de angajați:
- 2009: 183 [4]
- 2008: 229 [5][6]
- 2001: 150 [2]

Cifra de afaceri în 2004: 55,9 milioane lei 